# Adrien Dolimont
Adrien Dolimont (* 18. September 1988 in Montigny-le-Tilleul) ist ein belgischer Politiker der Partei Mouvement Réformateur. Seit dem 15. Juli 2024 ist er Ministerpräsident der Wallonie.

## Leben
Dolimont wuchs in Ham-sur-Heure-Nalinnes auf. Er schloss 2011 ein Studium des Bauingenieurwesens mit Schwerpunkt Maschinenbau an der Faculté polytechnique de Mons ab und war anschließend von 2011 bis 2019 an der Universität Mons, wo er 2018 in Ingenieurwissenschaften und Technologie promovierte. 2019 gründete er sein eigenes Beratungsunternehmen, dessen Geschäftsführer er bis 2022 war.
Dolimont kandidierte zum ersten Mal bei den Kommunalwahlen im Oktober 2006 in Ham-sur-Heure-Nalinnes. Er wurde im Dezember 2006 zum Beigeordneten der Gemeinde ernannt und war zuständig für die Bereiche Jugend, Folklore und IT. Er blieb in dieser Position bis Dezember 2012, als er Erster Stadtrat mit den Zuständigkeiten für Finanzen, Haushalt, Folklore und öffentliche Beschaffung wurde. Nach den Kommunalwahlen im Oktober 2018 wurde Dolimont zum Vorsitzenden des Öffentlichen Zentrums für Sozialfürsorge ernannt und bekleidete zusätzlich das Amt des Ersten Stadtrats.
Darüber hinaus übernahm Dolimont verschiedene Direktorenposten, unter anderem von 2016 bis 2022 beim wallonischen Infrastrukturbetreiber SOFICO, von 2018 bis 2019 bei der UVCW, dem Verband wallonischer Städte und Gemeinden, und von 2020 bis 2022 bei der Wallonischen Wassergesellschaft. Von 2019 bis 2022 war er außerdem stellvertretender Vorsitzender des Exekutivkomitees und des Verwaltungsrats von Tibi, dem interkommunalen Abfallwirtschaftsunternehmen der Region Charleroi.
Im Mai 2014 kandidierte Dolimont bei den belgischen Bundeswahlen und belegte den zehnten Platz auf der MR-Liste im Wahlkreis Hennegau, und bei den wallonischen Wahlen im Mai 2019 belegte er den dritten Platz auf der MR-Liste im Wahlkreis Charleroi-Thuin, beide Male jedoch ohne Erfolg.

## Ministerpräsident
Am 11. Januar 2022 wurde Dolimont vom MR-Vorsitzenden Georges-Louis Bouchez als Minister für Finanzen, Haushalt, Regionalflughäfen und Sportinfrastruktur in der Regierung Di Rupo III als Nachfolger von Jean-Luc Crucke vorgeschlagen. Am 13. Januar 2022 legte er im wallonischen Parlament offiziell seinen Ministereid ab.
Bei den wallonischen Wahlen am 9. Juni 2024 wurde Dolimont als Spitzenkandidat in Charleroi-Thuin in das wallonische Parlament gewählt und erhielt zudem einen Sitz im Parlament der Französischen Gemeinschaft.
Am 14. Juli 2024 wurde Dolimont als neuer wallonischer Ministerpräsident vorgestellt und trat die Nachfolge von Elio Di Rupo an. Am 15. Juli 2024 legte Dolimont seinen Amtseid ab. Darüber hinaus übernahm er die Verantwortung für Finanzen und Haushalt, Tierschutz, internationale Beziehungen und Waffenlizenzen und wurde Minister für wissenschaftliche Forschung in der Französischen Gemeinschaftsregierung.